# هالة باشي
هالة باشي (بالصينية: 哈勒巴士) هو جنرال مسلم من الأويغور خدم سلالة مينغ والإمبراطور هونغو.

## ثورات مياو
هالا باشي ، جنرال من الأويغور من توربان ، قاتل من أجل سلالة مينغ ضد متمردي مياو خلال تمرد مياو (سلالة مينغ) . قاد قوات الأويغور لسحق متمردي مياو واستقر في تشانغده ، هونان.